# Floppotrón
El Floppotrón es un instrumento musical creado por el ingeniero polaco Paweł Zadrożniak.
Está compuesto por un conjunto de hardware informático obsoleto sincronizado y programado para reproducir melodías. El Floppotrón 3.0 Beta actual tiene 512 unidades de disquete, 16 discos duros y 4 escáneres. El efecto resultante es el de una orquesta de robots.

## Desarrollo

### Primera versión
La primera versión del instrumento se construyó en 2011 y constaba de dos unidades de disquete y un microcontrolador ATMega . El sonido lo genera la cabeza magnética movida por su motor paso a paso. Para producir un sonido específico, la cabeza debe moverse con la frecuencia adecuada.
El invento ganó popularidad con una demostración de la Marcha Imperial publicada en YouTube, logrando más de 6 millones de visitas.

### Versión 2.0
En 2016, Paweł Zadrożniak mejoró su versión inicial del Floppotrón con 64 unidades de disquete, 8 discos duros y dos escáneres. Cada columna de 8 unidades de disquete está conectada a un controlador de 8 canales integrado en el microcontrolador ATMega16. El disco duro está controlado por 2 salidas en contrafase construidas con MOSFET SMD discretos. Los controladores del cabezal del escáner se construyeron utilizando placas de Arduino Uno.

### Versión 3.0 Beta
El 13 de junio de 2022, se presentó una versión 3.0 del Floppotron con 512 unidades de disquete, 16 discos duros y 4 escáneres. La primera pieza tocada públicamente en el Floppotron 3.0 es Entry of the Gladiators.

## Principios de operación
Cualquier dispositivo con motor eléctrico puede generar un sonido. Los escáneres y las unidades de disquete utilizan motores paso a paso para mover la cabeza con sensores que escanean una imagen o realizan operaciones de lectura y escritura en un disco magnético. El sonido generado por un motor depende de su velocidad de conducción: cuanto mayor es la frecuencia, más agudo es el tono. Los discos duros utilizan un imán y una bobina para colocar el cabezal. Cuando se suministra voltaje durante el tiempo suficiente, el cabezal se acelera y golpea el tope mecánico haciendo que suene como un «golpe de tambor».
El Floppotrón traduce archivos de música MIDI en una serie de comandos discretos que le indican a los dispositivos cuándo sonar, hacer clic y permanecer en silencio.

## Cóveres de canciones
En abril de 2019 existían más de cien canciones reproducidas en Floppotrón en la página de YouTube de Zadrożniak. Entre ellas se incluyen algunas como «Bohemia Rapsody» de Queen, «Smells like teen spirit» de Nirvana, «Seven nation army» de White Stripes, «Sweet Dreams» de Eurythmics, «Suspense» de Michael Jackson y «Song 2» de Blur.